# بودلایش
بودلایش (به آلمانی: Büdlich) یک شهر در آلمان است که در برنکاستل-ویتلیش واقع شده‌است. بودلایش ۲۰۳ نفر جمعیت دارد.